# Valérie Van Grootel
Valérie Van Grootel, née à Verviers le 23 août 1981, est une astronome et astrophysicienne belge, spécialiste en astérosismologie. Ingénieure diplômée de l’université de Liège (Belgique) et de l'Institut supérieur de l'aéronautique et de l'espace (Supaéro) à Toulouse (France) et docteure en astrophysique à l’université Toulouse III-Paul-Sabatier et à l’université de Montréal (Canada), elle est chercheuse à l’Institut d’astrophysique et de géophysique du département d’astrophysique, géophysique et océanographie (AGO) de l’université de Liège.

## Carrière
De 2008 à 2010, elle est chercheuse postdoctorale au laboratoire d’astrophysique de Toulouse-Tarbes.
En 2011, elle participe à la découverte de Kepler-70 b et Kepler-70 c, deux planètes en orbite autour de l’étoile Kepler-70,.
En 2013, elle est nommée membre de l’équipe scientifique de CHEOPS, où elle représente la Belgique avec Michaël Gillon,.
Elle participe également à la préparation du satellite PLATO de l’Agence spatiale européenne,.

## Distinctions
En 2005, Valérie Van Grootel est nommée pour le prix OdISSea du Sénat de Belgique.
Fin 2008, elle reçoit le prix Pierre-Maury de l’Académie des sciences, inscriptions et belles-lettres de Toulouse.
En décembre 2012, elle reçoit le prix Agathon De Potter de l’Académie royale des sciences, des lettres et des beaux-arts de Belgique.